# 표준 점수

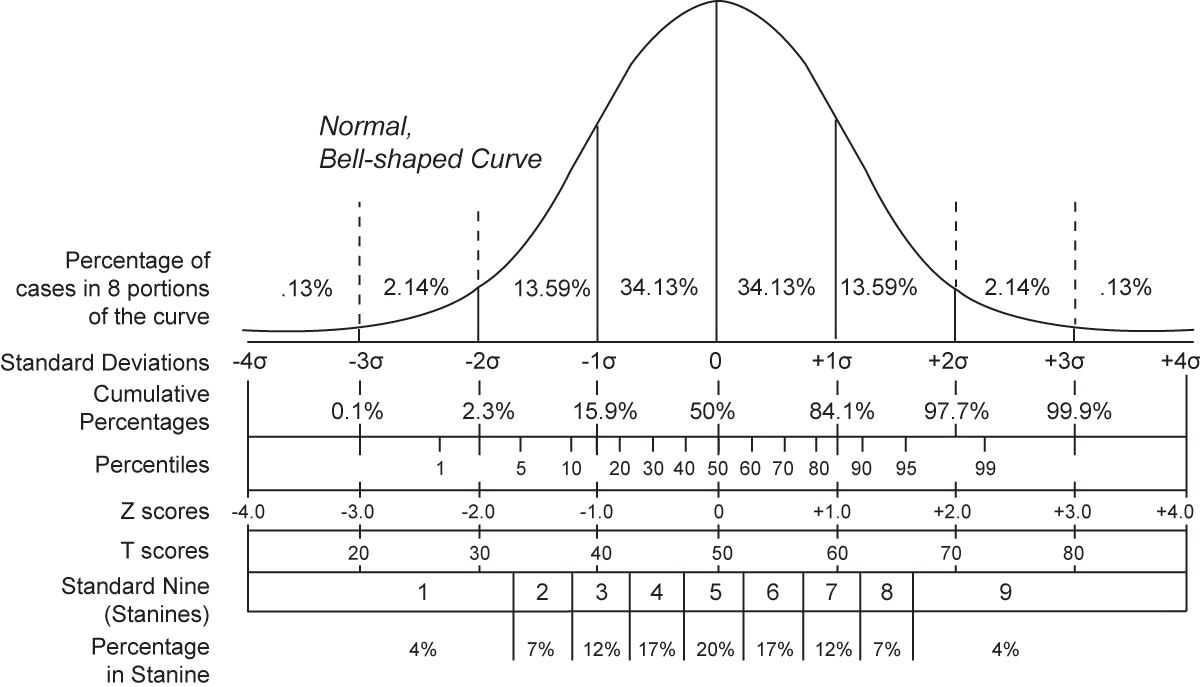
정규분포상에서 편차치, 누적백분율등을 보여주는 표

표준 점수(標準 點數, Standard score)는 통계학적으로 정규분포를 만들고 개개의 경우가 표준편차상에 어떤 위치를 차지하는지를 보여주는 차원없는 수치이다. 표준값, Z값(Z-value), Z 점수(Z score)이라고도 한다.
학력고사 등의 평가에서 개개인의 성적이 전체에서 어떤 위치를 차지하는지를 보여주기 위해 쓰이기도 한다. 대체로 75에서 25까지 분포한다. 19세기 중엽 벨기에 통계학자 케틀레(Adolphe Quetelet)의 연구 "인간과 능력개발에 관한 연구(A Treatise on Man and the Development of His Faculties, 1835)로부터 발전되기 시작했다. 현재에는 표준점수에서 가독성을 높이도록 환산된 값인 편차치(偏差値)인 t값(t score)를 많이 사용한다.

## 공식
표준값 z는 원수치인 x가 평균에서 얼마나 떨어져 있는지를 나타낸다. 음수이면 평균이하, 양수이면 평균이상이다.
{\displaystyle z={\frac {x-\mu }{\sigma }}}
- 여기서 x는 정상화되는 원수치이다.
- σ는 모집단에서의 표준편차이다.
- μ는 모집단에서의 평균이다.

따라서 원점수 x로부터 표준점수 z로의 선형변환(linear transformation)이다.
한편 소수점과 음수와 양수의 정수값을 갖는 표준점수(z)로부터 자연수 및 백분위수로 변환하는 과정을 통해서 t값(t score)을 구할 수 있다.
{\displaystyle t=10z+50}
t값(t score)은 z값이 소수로서 음수와 양수에 걸쳐 분포하는 것을 재설정해줌으로써 자연수와 백분위수로 표현해 보여줄 수 있다는 점에서 데이타의 가독성이 보다 높아진다.

## 특징
- 표준값들의 평균은 0, 표준편차는 1이다.(편차치(t)값들의 평균은 50, 표준편차는 10이다.)
- 표준점수(z) 0.0(= (편차치 t) 50) 이상은 전체의 50%이다.
- 표준점수 1.0(=편차치 60) 이상은 전체의 15.866%이다.
- 표준점수 2.0(=편차치 70) 이상은 전체의 2.275%이다.
- 표준점수 3.0(=편차치 80) 이상은 전체의 0.13499%이다.
- 표준점수 4.0(=편차치 90) 이상은 전체의 0.00315%이다.
- 표준점수 5.0(=편차치 100) 이상은 전체의 0.00002%이다.

## 적용

### 지능검사
지능 검사 시험의 결과를 내기 위해 표준점수가 사용된다.

### 대한민국 수능 제도
2005학년도부터 대한민국에서도 대학수학능력시험 성적표에 표기할 때 등급 이외에 표준점수와 백분위가 같이 나오게 된다. 이는 모든 응시자가 모두 채점된후 각 개인 응시자가 전체 순위 중 어디쯤에 위치하는지를 알려줄 수 있는 상대평가점수이다.
{\displaystyle S=z\sigma +m}
여기서, {\displaystyle S}는 표준점수, {\displaystyle z}는 Z점수, {\displaystyle \sigma }는 표준점수의 표준편차(국어·수학 영역은 20점, 기타 10점), {\displaystyle m} 은 표준점수의 평균(국어·수학 영역은 100점, 기타 50점)이다.
{\displaystyle z={\frac {x-m_{0}}{\sigma _{0}}}}
여기서, {\displaystyle x}는 수험생의 원점수, {\displaystyle m_{0}}는 해당과목의 수험생 평균, {\displaystyle \sigma _{0}}는 해당 과목의 수험생 표준편차이다.
이러한 Z점수는 수능시험을 주관하는 한국교육과정평가원에서 표준점수, 9등급 점수와 함께 성적표에 공개한다.

### 일본의 교육제도
일본의 교육제도에서 학력 편차치(T score)는 각 학교 및 학생간의 서열을 객관적으로 평가하기 위한 자료로 활용되고 있다. 예를 들어 어느 고등학교의 편차치(T score)가 70이라면 일류대학인 도쿄 대학에 많은 학생들을 입학시킨다는 것이며 30인 경우는 거의 그렇지 못하다는 것이다. 이로 인해 모든 학교와 학생들의 서열화를 부추겨 차별과 계급화를 심화시킨다는 비판이 있다. '편차치'는 일본인들에게는 대중화된 수학용어이며 일반적으로 '편차치'라고 하면 '학력 편차치'를 의미한다.
대규모 모의시험을 치르는 수험생에게는 이러한 편차치는 각 시험에서 시험의 난이도에 상관없이 객관적으로 자신의 점수를 평가하는 자료이며 자신이 목표로 하는 학교에 입학할 수 있는 합격 가능성을 나타내는 것이다. 80년대에 일본의 교사 쿠와타 쇼우조우(桑田昭三)에 의해 연구되었으며 현재는 학원이나 학교에서 중학교, 고등학교 및 대학교 진학지도를 위해 널리 이용되고 있다.
편차치 {\displaystyle T_{i}}는 다음과 같이 구할 수 있다.
{\displaystyle T_{i}={\frac {10(x_{i}-\mu )}{\sigma }}+50}
여기서
{\displaystyle {\begin{aligned}&\mu ={\frac {1}{N}}\sum _{i=1}^{N}x_{i}\\&\sigma ={\sqrt {{\frac {1}{N}}{\sum _{i=1}^{N}(x_{i}-\mu )^{2}}}}\\\end{aligned}}}
{\displaystyle N}：모집단의 크기 {\displaystyle x_{i}}：개개인의 값　{\displaystyle \mu }：모평균　{\displaystyle \sigma }：모표준편차이다.
만약 모평균과 모표준편차의 값이 안나왔을 때는 표본평균과 표본평균편차를 이용한다.

## 같이 보기
- 편차
- 표준 편차
- Z 테이블
- Z-테스트
- 예측구간
- 표준정규분포표
- F값